# NGC 1440
NGC 1440 (NGC 1442, NGC 1458) é uma galáxia lenticular (SB0) localizada na direcção da constelação de Eridanus. Possui uma declinação de -18° 15' 59" e uma ascensão recta de 3 horas, 45 minutos e 02,9 segundos.
A galáxia NGC 1440 foi descoberta em 20 de Setembro de 1786 por William Herschel.